# فيرجيليو فيريرا
فيرجيليو فيريرا (بالإسبانية: Virgilio Ferreira Romero) هو لاعب كرة قدم باراغواياني في مركز الهجوم، ولد في 28 يناير 1973 في Atyrá ‏ في باراغواي. شارك مع منتخب باراغواي لكرة القدم. أما مع النوادي، فقد لعب مع إل. دي. يو. كيتو وذي سترونغيست وريال بيتيس وريكرياتيفو وسيرو بورتينيو ونادي أمريكا ونادي إكستريمادورا ونادي ليبرتاد.

## وصلات خارجية
- فيرجيليو فيريرا على موقع الاتحاد الدولي (مؤرشف)  (الإنجليزية)
- فيرجيليو فيريرا على موقع قاعدة بيانات كرة القدم.إي يو (الإنجليزية)
- فيرجيليو فيريرا على موقع ناشيونال فوتبول تيمز (الإنجليزية)
- فيرجيليو فيريرا على موقع Soccerway.com (الإنجليزية)
- فيرجيليو فيريرا على موقع عالم كرة القدم.نت (الإنجليزية)